# Vestito verde Versace di Jennifer Lopez
Il vestito verde Versace di Jennifer Lopez, anche conosciuto come Jungle Dress, è stato indossato dall'artista latinoamericana in occasione dei Grammy Award il 23 febbraio 2000, e rappresenta uno degli abiti più ricordati dai mezzi di comunicazione di massa nella storia del tappeto rosso, oltre ad aver contribuito a lanciare la carriera di Donatella Versace.

## Storia
Prima di diventare famoso sul tappeto rosso dei Grammy Award, l'abito di Donatella Versace era stato presentato sulle passerelle della Milano Fashion Week indossato dalla modella Amber Valletta e in una sfilata successiva dalla modella Christy Turlington ed era stato già protagonista della principale campagna promozionale della casa di moda di quell'anno scattata da Steven Meisel, anche in quel caso indossato dalla modella Amber Valletta.
Nel 2000 l'abito aveva un valore commerciale di circa 15.000 dollari.
Jennifer Lopez arrivò sul tappeto rosso dei Grammy Awards in compagnia del compagno dell'epoca, il rapper P. Diddy, vestito in abito grigio. L'abito le era stato prestato dalla casa di moda Versace, che successivamente decise di regalarglielo, per ringraziarla dell'enorme ritorno pubblicitario. La cantante portoricana monopolizzò immediatamente l'attenzione e la curiosità del pubblico e dei fotografi. L'attore David Duchovny sul palco insieme alla Lopez per presentare i premi al miglior album R&B dichiarerà ai microfoni: "Questa è la prima volta in cinque o sei anni che sono sicuro che nessuno sta guardando me.", scatenando le risate del pubblico in platea.
Nei giorni e nelle settimane seguenti le riviste di moda ed i mezzi di comunicazione mostrarono un incredibile interesse nei confronti dell'abito della Lopez, a cui furono dedicati speciali televisivi e copertine di riviste. Nelle ventiquattro ore successive alla sua apparizione, una fotografia della Lopez con l'abito Versace fu scaricata 600.000 volte dal sito ufficiale dei Grammy. Nei periodi successivi l'abito sarà oggetto di innumerevoli battute, riferimenti e discussioni. Jennifer Lopez si mostrerà alquanto stupita dall'enorme copertura mediatica avuta dall'abito, che ad un'intervista a People dichiarerà
(Jennifer Lopez)
Donatella Versace in seguito rivelerà che quell'abito ha rappresentato il punto di svolta della sua carriera, affermando che la morbosa attenzione dei media le ha dato la fiducia per credere nel proprio lavoro, dopo la morte di Gianni Versace. La Versace infatti non aveva mai fatto mistero di quanto le fosse difficile seguire le orme del fratello, ma ormai l'estetica del marchio Versace doveva evolversi e prendere una direzione diversa. Successivamente dichiarerà alla stampa canadese:
(Donatella Versace)
Attualmente il vestito è esposto presso il Grammy Museum di Los Angeles. Una copia dell'abito è inoltre stata esposta a Vienna in occasione della mostra Moda italiana, che celebrava cinquant'anni di storia della moda italiana.
L'abito è stato anche punto d'ispirazione per la collezione primavera-estate 2020 di Versace, dove una nuova versione dello stesso abito, con alcune modifiche, fu indossato dalla stessa Lopez in passerella come chiusura della sfilata durante la Milano Fashion Week.

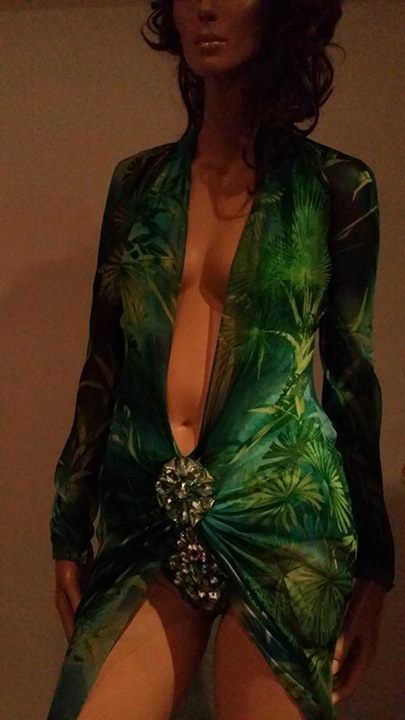
Vista ravvicinata della parte anteriore del vestito

## Descrizione
L'abito realizzato da Donatella Versace è un vestito in chiffon di seta lungo, decorato con una fantasia tropicale di palme e foglie di bambù, verde con tocchi di blu (da cui il nome "Jungle Dress", "abito della giungla"). Il vestito, a maniche lunghe, è completamente trasparente dalla testa ai piedi. Una profonda scollatura arriva fino a qualche centimetro al di sotto dell'ombelico, dove viene fermata da una spilla a forma di fiore. Al di sotto della spilla, nuovamente l'abito si apre lasciando scoperte le gambe. Jennifer Lopez al di sotto del vestito indossò un paio di culotte traslucide. Soltanto in seguito fu rivelato che la Lopez riusciva a mantenere l'abito addosso utilizzando del nastro biadesivo.

## Impatto nella cultura di massa
Oltre ad essere indossato da Jennifer Lopez, l'abito verde Versace fu indossato per la prima volta ufficiale in pubblico dalla stessa Donatella Versace nel dicembre 1999 durante il galà del Costume Institute. A lei è seguita la cantante Geri Halliwell in occasione dei NRJ Awards. In occasione degli Oscar 2000, invece è stato Trey Parker, uno degli autori del cartone animato South Park ad indossare una parodia dell'abito di Versace, insieme a Matt Stone, che invece parodiava un vestito rosa indossato da Gwyneth Paltrow.
Il 15 ottobre 2002 presso il Radio City Music Hall di New York, Jennifer Lopez ha ricevuto il premio VH1 Vogue Fashion Awards, "l'oscar della moda" come "più influente star dell'anno". A consegnarle il premio è stata proprio Donatella Versace, la stilista che aveva disegnato il vestito grazie al quale è stata premiata.
L'abito è stato inoltre scelto da Lisa Armostrong del Times come "Dress of the Year 2000" ("Abito dell'anno 2000"), nell'ambito del progetto Fashion Museum.
Nel 2010 un sondaggio condotto dalla catena di negozi di abbigliamento online offerssupermarket.co.uk relativamente agli abiti più ricordati degli ultimi cinquanta anni ha premiato l'abito di Versace indossato da Jennifer Lopez all'ottava posizione. Anche il sito web InStyle.com ha nominato l'abito come uno dei migliori cento del decennio, mentre il Daily Telegraph come uno dei più "iconici".
Il vestito verde di Jennifer Lopez provocò indirettamente anche la nascita di Google Immagini, il servizio di ricerca di immagini della Google. Nel periodo successivo alla sua apparizione, infatti, i gestori di Google notarono che quel vestito era stato oggetto di numerosissime ricerche, e, comprendendo che i loro utenti avrebbero voluto trovare immediatamente le foto dell'abito, crearono Google Immagini.